# Vila Nova de Famalicão
Vila Nova de Famalicão (comumente referida apenas como Famalicão) é uma cidade portuguesa pertencente ao Distrito de Braga e integrada na sub-região do Ave, e, por isso, na Região do Norte. Contava, em 2021, com uma população de 36 699 habitantes.
É sede do Município de Vila Nova de Famalicão que tem uma área total de 201,59 km2 e 135 994 habitantes em 2023, tendo, por isso, uma densidade populacional de 674,6 habitantes por km2, estando subdividido em 34 freguesias. O município é limitado a norte pelo município de Braga, a leste por Guimarães, a sul por Santo Tirso e Trofa, a oeste por Vila do Conde e Póvoa de Varzim e a noroeste por Barcelos.
O ponto mais alto do município encontra-se no Penedo das Letras, a 468 m de altitude.

## Freguesias

Freguesias do Município de Vila Nova de Famalicão.

O município é subdividido em 34 freguesias:
- Antas e Abade de Vermoim
- Arnoso (Santa Maria e Santa Eulália) e Sezures
- Avidos e Lagoa
- Bairro
- Brufe
- Carreira e Bente
- Castelões
- Cruz
- Delães
- Esmeriz e Cabeçudos
- Fradelos
- Gavião
- Gondifelos, Cavalões e Outiz
- Joane
- Landim
- Lemenhe, Mouquim e Jesufrei
- Louro
- Lousado
- Mogege
- Nine
- Oliveira (Santa Maria)
- Oliveira (São Mateus)
- Pousada de Saramagos
- Pedome
- Requião
- Riba de Ave
- Ribeirão
- Ruivães e Novais
- Seide
- Vale (São Cosme), Telhado e Portela
- Vale (São Martinho)
- Vermoim
- Vila Nova de Famalicão e Calendário
- Vilarinho das Cambas

## Demografia

### População
Os dados relativos aos Censos de 2021 indicam que o município de Vila Nova de Famalicão registou 133 534 habitantes, menos 298 habitantes comparado com os Censos de 2011, onde foram registados 133 832 habitantes. Das 34 freguesias, 12 registaram um crescimento populacional, enquanto a média foi de –0,2%.
| Freguesia                                      | Habitantes (2021) | Habitantes (2011) | Variação |
| ---------------------------------------------- | ----------------- | ----------------- | -------- |
| Antas e Abade de Vermoim                       | 8 195             | 7 362             | +11,3%   |
| Arnoso (Santa Maria e Santa Eulália) e Sezures | 3 528             | 3 543             | –0,4%    |
| Avidos e Lagoa                                 | 2 537             | 2 653             | –4,4%    |
| Bairro                                         | 3 197             | 3 598             | –11,1%   |
| Brufe                                          | 2 295             | 2 231             | +2,9%    |
| Carreira e Bente                               | 2 353             | 2 576             | –8,7%    |
| Castelões                                      | 2 083             | 2 021             | +3,1%    |
| Cruz                                           | 1 654             | 1 738             | –4,8%    |
| Delães                                         | 3 981             | 3 917             | +1,6%    |
| Esmeriz e Cabeçudos                            | 3 616             | 3 684             | –1,8%    |
| Fradelos                                       | 3 895             | 3 914             | –0,5%    |
| Gavião (Vila Nova de Famalicão)                | 3 890             | 3 747             | +3,8%    |
| Gondifelos, Cavalões e Outiz                   | 5 131             | 4 890             | +4,9%    |
| Joane                                          | 7 946             | 8 089             | –1,8%    |
| Landim                                         | 2 838             | 2 834             | +0,1%    |
| Lemenhe, Mouquim e Jesufrei                    | 3 142             | 3 217             | –2,3%    |
| Louro                                          | 2 213             | 2 250             | –1,6%    |
| Lousado                                        | 3 884             | 4 057             | –4,3%    |
| Mogege                                         | 1 876             | 1 943             | –3,4%    |
| Nine                                           | 3 019             | 2 974             | +1,5%    |
| Oliveira (Santa Maria)                         | 3 279             | 3 240             | –4,1%    |
| Oliveira (São Mateus)                          | 2 418             | 2 714             | –10,9%   |
| Pedome                                         | 1 998             | 2 120             | –5,8%    |
| Pousada de Saramagos                           | 2 179             | 2 234             | –2,5%    |
| Requião                                        | 3 197             | 3 376             | –5,3%    |
| Riba de Ave                                    | 3 195             | 3 425             | –6,7%    |
| Ribeirão                                       | 9 062             | 8 828             | +2,7%    |
| Ruivães e Novais                               | 2 810             | 3 012             | –6,7%    |
| Seide                                          | 1 514             | 1 542             | –1,8%    |
| Vale (São Cosme), Telhado e Portela            | 5 242             | 5 401             | –2,9%    |
| Vale (São Martinho)                            | 2 038             | 2 081             | –2,1%    |
| Vermoim                                        | 2 949             | 2 930             | +0,6%    |
| Vila Nova de Famalicão e Calendário            | 20 935            | 20 145            | +3,9%    |
| Vilarinho das Cambas                           | 1 485             | 1 366             | +8,7%    |
| Vila Nova de Famalicão                         | 133 534           | 133 832           | –0,2%    |

## Evolução da População do Município
Dados dos censos do INE

| Número de habitantes | Número de habitantes | Número de habitantes | Número de habitantes | Número de habitantes | Número de habitantes | Número de habitantes | Número de habitantes | Número de habitantes | Número de habitantes | Número de habitantes | Número de habitantes | Número de habitantes | Número de habitantes | Número de habitantes | Número de habitantes |
| -------------------- | -------------------- | -------------------- | -------------------- | -------------------- | -------------------- | -------------------- | -------------------- | -------------------- | -------------------- | -------------------- | -------------------- | -------------------- | -------------------- | -------------------- | -------------------- |
| 1864                 | 1878                 | 1890                 | 1900                 | 1911                 | 1920                 | 1930                 | 1940                 | 1950                 | 1960                 | 1970                 | 1981                 | 1991                 | 2001                 | 2011                 | 2021                 |
| 27 700               | 29 483               | 31 689               | 33 978               | 37 753               | 39 652               | 43 561               | 56 158               | 66 266               | 79 250               | 89 722               | 106 508              | 114 338              | 127 567              | 133 832              | 133 534              |

(Número de habitantes que tinham a residência oficial neste concelho à data em que os censos  se realizaram.)
| Número de habitantes por Grupo Etário | Número de habitantes por Grupo Etário | Número de habitantes por Grupo Etário | Número de habitantes por Grupo Etário | Número de habitantes por Grupo Etário | Número de habitantes por Grupo Etário | Número de habitantes por Grupo Etário | Número de habitantes por Grupo Etário | Número de habitantes por Grupo Etário | Número de habitantes por Grupo Etário | Número de habitantes por Grupo Etário | Número de habitantes por Grupo Etário | Número de habitantes por Grupo Etário | Número de habitantes por Grupo Etário |
| ------------------------------------- | ------------------------------------- | ------------------------------------- | ------------------------------------- | ------------------------------------- | ------------------------------------- | ------------------------------------- | ------------------------------------- | ------------------------------------- | ------------------------------------- | ------------------------------------- | ------------------------------------- | ------------------------------------- | ------------------------------------- |
|                                       | 1900                                  | 1911                                  | 1920                                  | 1930                                  | 1940                                  | 1950                                  | 1960                                  | 1970                                  | 1981                                  | 1991                                  | 2001                                  | 2011                                  | 2021                                  |
| 0–14 Anos                             | 12 257                                | 13 745                                | 14 046                                | 15 741                                | 21 432                                | 24 393                                | 30 582                                | 33 290                                | 33 530                                | 26 647                                | 23 971                                | 21 617                                | 17 109                                |
| 15–24 Anos                            | 5 988                                 | 6 786                                 | 7 400                                 | 8 419                                 | 9 706                                 | 12 787                                | 13 555                                | 16 625                                | 22 014                                | 22 700                                | 19 860                                | 16 012                                | 15 041                                |
| 25–64 Anos                            | 13 854                                | 15 050                                | 15 862                                | 17 654                                | 21 700                                | 25 615                                | 30 902                                | 32 880                                | 43 531                                | 55 781                                | 70 201                                | 77 759                                | 75 099                                |
| ≥ 65 Anos                             | 1 851                                 | 2 078                                 | 2 015                                 | 2 271                                 | 2 667                                 | 3 373                                 | 4 211                                 | 5 580                                 | 7 433                                 | 9 210                                 | 13 535                                | 18 444                                | 26 285                                |

(Obs: De 1900 a 1950 os dados referem-se à população presente no concelho à data em que eles se realizaram Daí que se registem algumas diferenças relativamente à designada população residente)

## História
Os vestígios históricos sobre a origem do povoamento desta terra, leva-nos a Idade do Ferro, mais propriamente a vestígios arqueológicos de castros pelo município. 

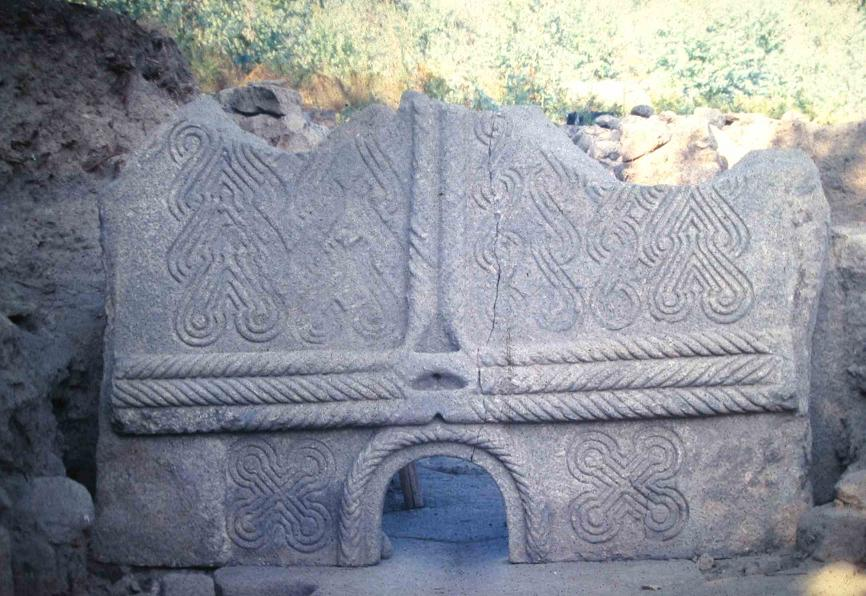
Pedra Formosa do Castro de Eiras em V. N. Famalicão.

O Castro do Monte das Ermidas, talvez fundado no século IV a.C., o Castro de São Miguel-o-Anjo ou ainda o Castro de Eiras, são alguns dos vestígios arqueológicos de remotos povoamentos que o município dispõe. A Pedra Formosa do Castro de Eiras que pertencia a um complexo de banhos, foi encontrada em 1880, e segundo os arqueólogos data do primeiro milénio antes de Cristo.
No entanto, as origens de Vila Nova remontam mais propriamente ao reinado de D. Sancho I, segundo rei de Portugal, que detinha na zona um reguengo, este elaborou uma carta foral no ano de 1205, a fim de criar raízes populacionais nessa zona.

### A Carta do Foral de 1205
D. Sancho I ficou para sempre lembrado como o povoador, rei que apadrinhou a criação de povoamentos por todo o país, com vista a tornar Portugal num reino forte e disperso, povoando assim áreas remotas do reino.
No dia 1 de julho de 1205, o rei D. Sancho I de Portugal que tinha um reguengo em Vila Nova fez uma carta foral para 40 povoadores dessa terra, dando autorização para estes tratarem do seu reguengo. Todo o lucro que os 40 povoadores obtivessem naquele reguengo seriam perpetuamente deles, por direito hereditário, e poderiam vender como seu foro a quem quisessem. Assim, a história da vila iniciou-se a partir desse momento. Nessa mesma carta foral, o rei manda a povoação que faça uma feira quinzenal, tradição essa que ainda hoje em dia é seguida semanalmente.
- «Carta foral de 1205» (PDF)

### O Concelho
A Vila de Famalicão, como cabeça do Julgado de Vermoim, começou a valorizar-se com o correr dos anos, e tanto assim que em 1706 contava 100 habitantes naturais da terra. Mostrando os seus anseios de melhor progresso, em 1734 e 1735 insistiu com Barcelos, pedindo regalias, como a significar o cuidado de novas intenções progressivas. Continuando a ferver em si o interesse pelo desenvolvimento local. Em 1825, pediu decididamente à Vila de Barcelos a criação de um concelho próprio, o que não veio a conseguir obter.
Finalmente, dez anos depois e com a criação da nova Divisão Judicial do Reino de Portugal, em 21 de março de 1835, entre o geral do País, ficou formado o Concelho (atual Município) de Vila Nova de Famalicão por carta foral da rainha D. Maria II.

### A Cidade
Na segunda metade do século XX, a vila tinha atingido um patamar de desenvolvimento, com equipamentos e infraestruturas modernas, progresso que poderia levá-la à elevação a cidade. O que aconteceu, pela Lei de 14 de Agosto de 1985, aprovada pela Assembleia da República em 9 de Julho de 1985, que aprovou a ascensão de Vila Nova de Famalicão à categoria de cidade.

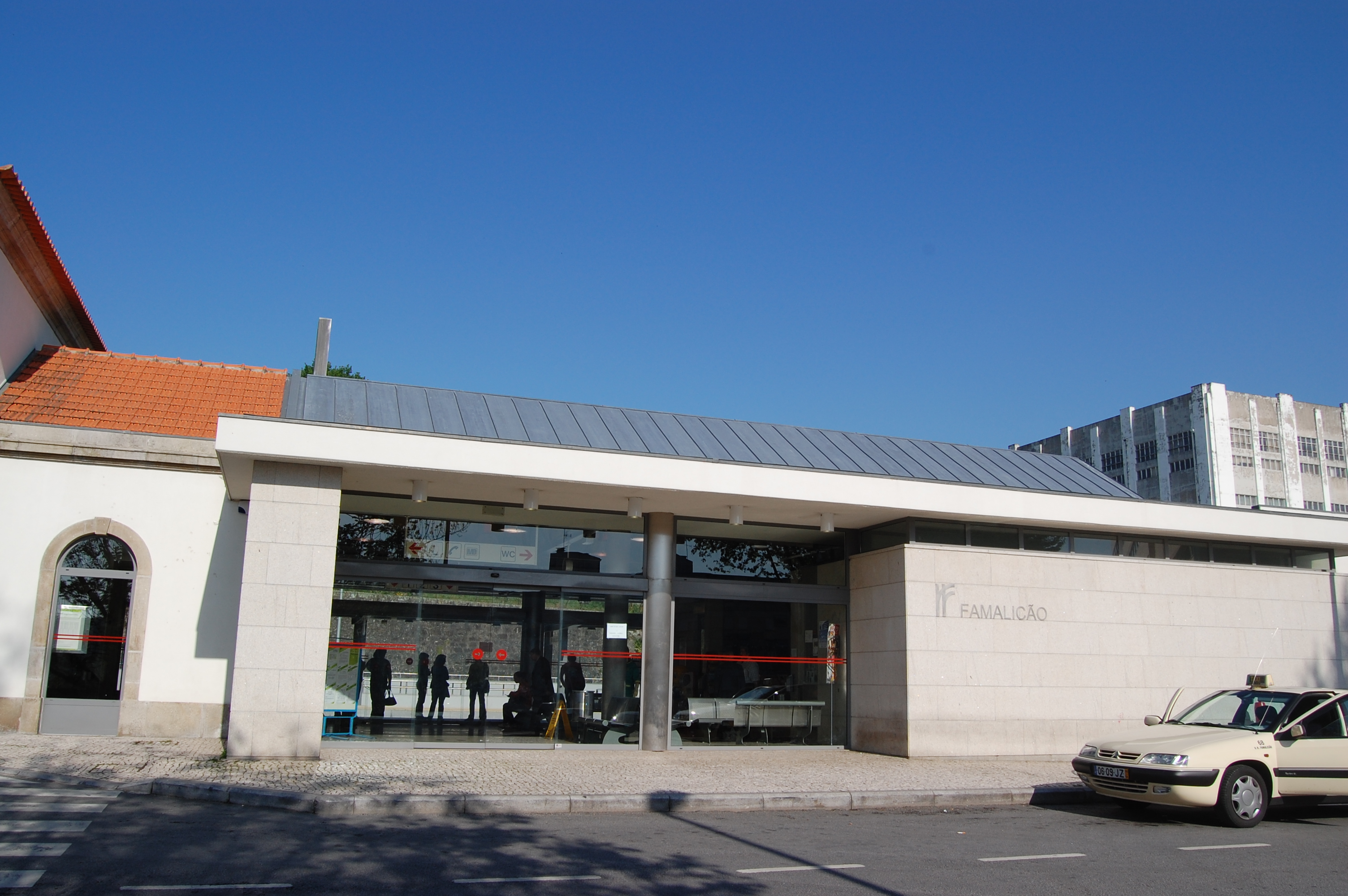
Estação de comboios de Famalicão

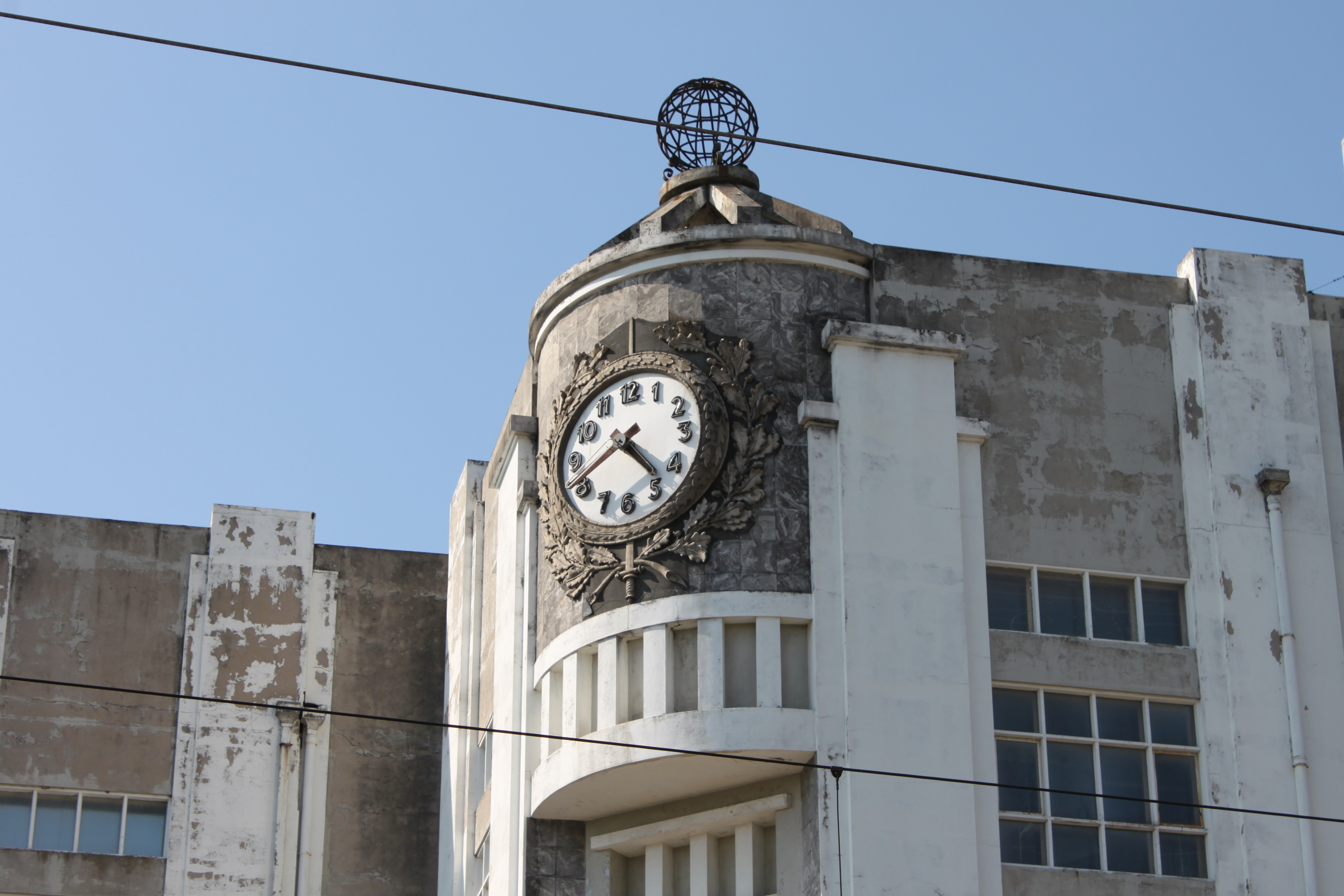
Indústria histórica "Reguladora"

## Geografia
Vila Nova de Famalicão encontra-se na província do Minho, no distrito e arquidiocese de Braga, é sede de município e de comarca, encontra-se em terreno plano a 88 metros de altitude.
A cidade encontra-se num importante nó rodoviário que a liga ao Porto, a Braga, a Barcelos, a Guimarães, à Póvoa de Varzim e a Santo Tirso. Tanto a nível rodoviário como a nível ferroviário Vila Nova de Famalicão é uma povoação com uma excelente situação geográfica, o que a tornando-se um ponto de passagem obrigatória.
A cidade fica a 30 minutos do aeroporto internacional Francisco Sá Carneiro e do Porto de Mar de Leixões, cruzada por autoestradas, estradas nacionais e caminhos de ferro que unem os principais centros urbanos do Norte do País e da Europa.
- «Mapa de acesso a Famalicão»

A região de Vila Nova de Famalicão possui um clima mediterrânico Csb.

## Cultura
A Rede de Museus de Vila Nova de Famalicão é composta por:
- Casa de Camilo Castelo Branco (São Miguel de Ceide)

A Casa de Camilo Castelo Branco, designação habitual da residência do escritor Camilo Castelo Branco, situa-se na freguesia de São Miguel de Ceide, município de Vila Nova de Famalicão, distrito de Braga.
A casa foi mandada construir pelo primeiro marido de Ana Plácido, Pinheiro Alves, por volta de 1830, quando regressou do Brasil, na posse de avultada fortuna. Camilo viveu com Ana Plácido nesta casa cerca de 26 anos, do inverno de 1863 até ao suicídio em 1890.
A casa sofreu um incêndio em 17 de março de 1915, foi reconstruída e transformada em museu camiliano, em 1922. No final da década de 40, do século passado, a casa foi objecto de profundo restauro, ficando, desde então, muito semelhante à que fora habitada pelo romancista.
Em 1 de junho de 2005, por ocasião dos 115 anos do falecimento do escritor, foi inaugurado, em terrenos fronteiros à Casa de Camilo um edifício da autoria do arquitecto Álvaro Siza Vieira, que compreende um auditório, salas de leitura e de exposições temporárias, cafetaria, gabinetes de trabalho e reservas.
Está classificada como Imóvel de Interesse Público desde 1978.

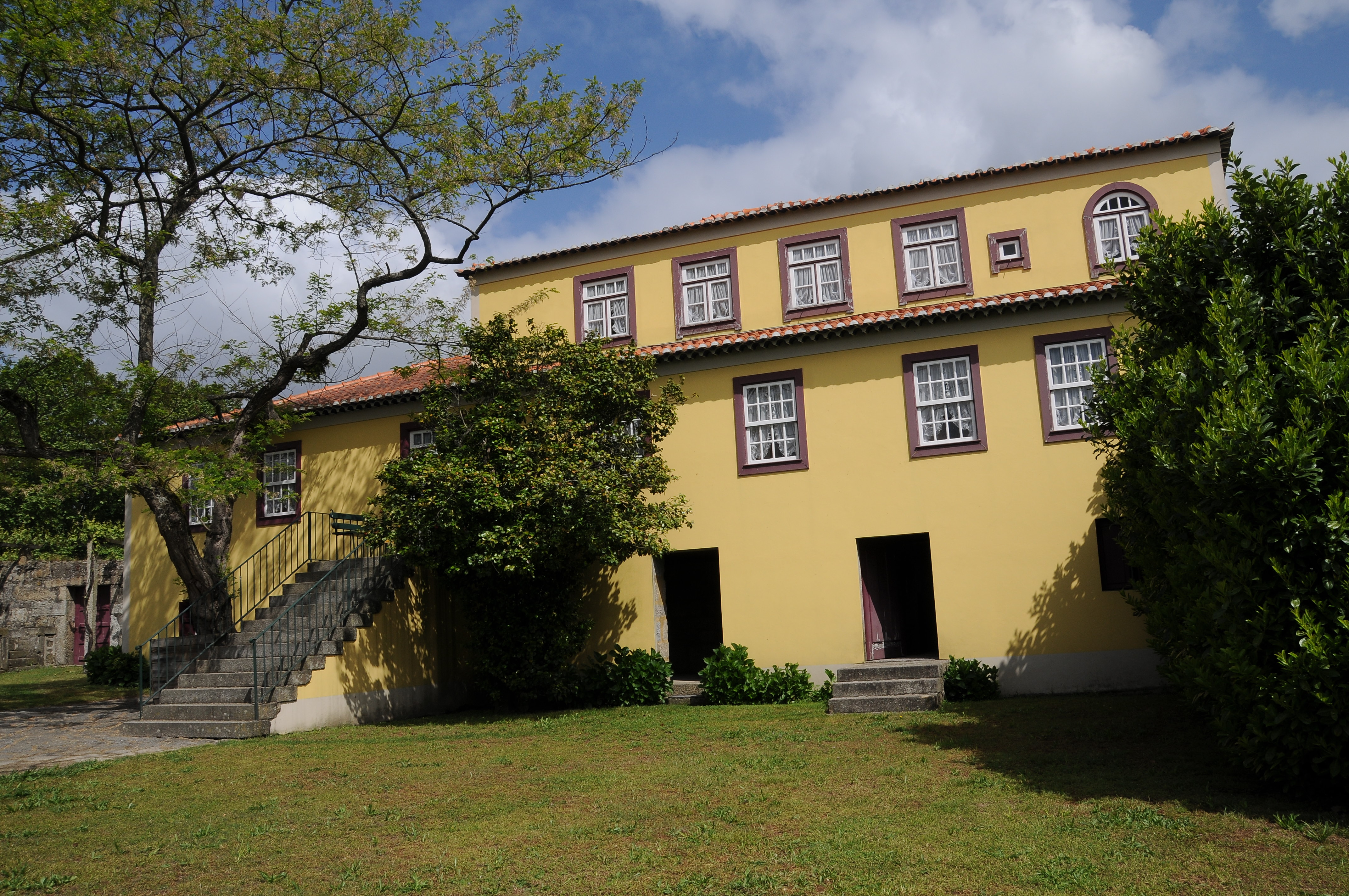
Casa de Camilo

- Museu Bernardino Machado (Vila Nova de Famalicão)
- Fundação Cupertino de Miranda
- Museu Nacional Ferroviário - Lousado
- Museu da Indústria Têxtil
- Fundação Castro Alves
- Museu do Automóvel
- Museu da Guerra Colonial
- Casa-Museu Soledad Malvar
- Museu de Arte Sacra da Capela da Lapa
- Museu da Confraria de Nossa Senhora do Carmo de Lemenhe
- Museu de Arte Sacra da Igreja de S. Tiago das Antas

Para a apresentação de artes do espetáculo Vila Nova de Famalicão dispõe da Casa das Artes de Vila Nova de Famalicão, onde desenvolve atividade o Cineclube de Joane.

## Património
- Igreja de Santiago de Antas
- Mosteiro de Landim
- Casa de Camilo Castelo Branco - São Miguel de Seide
- Castro das Eiras - Pedra Formosa
- Casa-Museu Soledad Malvar

## Personalidades ilustres
- Visconde de Vila Nova de Famalicão
- Barão de Famalicão
- Luís António de Almeida (Cavalões, Vila Nova de Famalicão, 20 de Julho de 1872 -?) foi um bispo português da Diocese de Bragança-Miranda.
- Arsénio Castro da Silva (1939 - 2012) - Jornalista e sacerdote

## Parque da Devesa
O Parque da Devesa foi inaugurado no dia 28 de Setembro de 2012 pelo presidente da Câmara Armindo Costa, Vice-presidente Paulo Cunha e restante Vereação, pelo Presidente da Assembleia Municipal Nuno Melo e pelo Arcebispo Primaz de Braga D. Jorge Ortiga.
É uma obra recente, mas as primeiras iniciativas para a sua construção remontam a 1988 com o Plano de Pormenor da Zona Adjacente ao Edifício das Lameiras. Até 2011 vários planos/projectos foram aprovados, e nesse mesmo ano, dá-se início à sua construção.
Ocupa uma área cerca de 27 hectares e estende-se desde a Avenida General Humberto Delgado e Avenida do Brasil até ao nó da A3 e Santiago de Antas. Possui uma extensa rede de caminhos pedonais, nos quais as famílias podem desfrutar de passeios ou andar de bicicleta; assim como grandes extensões de zonas verdes que permitem a realização de atividades ao ar livre, como aulas de grupo de ginásio, de dança, de karaté, entre outras.
As construções rurais anteriormente existentes no local foram reabilitadas e transformadas em equipamentos culturais e de serviços  tais como a Casa do Território, Núcleo de Arqueologia, Cafetaria, Serviços de Apoio e Serviços Educativos. A unidade de Educação Ambiental implementada nos Serviços Educativos irá recuperar o Rio Pelhe, sendo um dos mais poluídos do município. É possível acompanhar a evolução do rio, bem como outras notícias no facebook do parque ou na página oficial.

## Política

### Eleições autárquicas[11]
| Data | %       | V       | %     | V     | %       | V       | %            | V            | %              | V    | %              | V  | %              | V   | %              | V         | %              | V   | %              | V      | %       | V       | %   | V   | %  | V  | %  | V  | %   | V   | Participação |                |
| Data | PPD/PSD | PPD/PSD | PS    | PS    | CDS-PP  | CDS-PP  | FEPU/APU/CDU | FEPU/APU/CDU | GDUP           | GDUP | AD             | AD | PPM            | PPM | PCTP/MRPP      | PCTP/MRPP | PRD            | PRD | UDP/BE         | UDP/BE | PSD-CDS | PSD-CDS | IND | IND | CH | CH | IL | IL | PAN | PAN | Participação |                |
| ---- | ------- | ------- | ----- | ----- | ------- | ------- | ------------ | ------------ | -------------- | ---- | -------------- | -- | -------------- | --- | -------------- | --------- | -------------- | --- | -------------- | ------ | ------- | ------- | --- | --- | -- | -- | -- | -- | --- | --- | ------------ | -------------- |
| Data | 1976    | 28,98   | 3     | 27,29 | 3       | 25,64   | 2            | 11,36        | 1              | 2,84 | -              |    |                |     |                |           |                |     |                |        |         |         |     |     |    |    |    |    |     |     |              | 78,21 / 100,00 |
| 1979 | AD      | AD      | 36,98 | 3     | AD      | AD      | 10,61        | 1            |                |      | 50,18          | 5  | AD             | AD  | 0,00           | -         | 82,71 / 100,00 |     |                |        |         |         |     |     |    |    |    |    |     |     |              |                |
| 1982 | 40,95   | 4       | 41,73 | 4     |         |         | 9,25         | 1            |                |      | 4,89           | -  |                |     | 78,61 / 100,00 |           |                |     |                |        |         |         |     |     |    |    |    |    |     |     |              |                |
| 1985 | 32,70   | 3       | 51,73 | 6     | 6,36    | -       | 4,35         | -            |                |      | 2,95           | -  | 76,30 / 100,00 |     |                |           |                |     |                |        |         |         |     |     |    |    |    |    |     |     |              |                |
| 1989 | 26,16   | 3       | 59,35 | 6     | 7,80    | -       | 4,43         | -            |                |      | 72,38 / 100,00 |    |                |     |                |           |                |     |                |        |         |         |     |     |    |    |    |    |     |     |              |                |
| 1993 | 27,79   | 3       | 58,44 | 6     | 6,37    | -       | 5,01         | -            | 72,36 / 100,00 |      |                |    |                |     |                |           |                |     |                |        |         |         |     |     |    |    |    |    |     |     |              |                |
| 1997 | 43,54   | 5       | 49,12 | 6     |         |         | 4,18         | -            | 0,84           | -    | 72,06 / 100,00 |    |                |     |                |           |                |     |                |        |         |         |     |     |    |    |    |    |     |     |              |                |
| 2001 | CDS-PP  | CDS-PP  | 18,37 | 2     | PPD/PSD | PPD/PSD | 3,46         | -            | 0,63           | -    | 46,82          | 6  | 28,45          | 3   | 73,99 / 100,00 |           |                |     |                |        |         |         |     |     |    |    |    |    |     |     |              |                |
| 2005 | CDS-PP  | CDS-PP  | 35,78 | 4     | PPD/PSD | PPD/PSD | 3,93         | -            | 2,44           | -    | 54,95          | 7  |                |     | 72,30 / 100,00 |           |                |     |                |        |         |         |     |     |    |    |    |    |     |     |              |                |
| 2009 | CDS-PP  | CDS-PP  | 30,08 | 4     | PPD/PSD | PPD/PSD | 5,87         | -            | 5,68           | -    | 55,94          | 7  | 69,81 / 100,00 |     |                |           |                |     |                |        |         |         |     |     |    |    |    |    |     |     |              |                |
| 2013 | CDS-PP  | CDS-PP  | 31,78 | 4     | PPD/PSD | PPD/PSD | 3,70         | -            | 1,62           | -    | 58,55          | 7  | 64,65 / 100,00 |     |                |           |                |     |                |        |         |         |     |     |    |    |    |    |     |     |              |                |
| 2017 | CDS-PP  | CDS-PP  | 23,54 | 3     | PPD/PSD | PPD/PSD | 2,90         | -            | 2,48           | -    | 67,67          | 8  | 63,86 / 100,00 |     |                |           |                |     |                |        |         |         |     |     |    |    |    |    |     |     |              |                |
| 2021 | CDS-PP  | CDS-PP  | 32,16 | 4     | PPD/PSD | PPD/PSD | 2,42         | -            | 1,87           | -    | 52,88          | 7  | 2,82           | -   | 2,32           | -         | 1,60           | -   | 63,52 / 100,00 |        |         |         |     |     |    |    |    |    |     |     |              |                |

### Eleições legislativas
| Data | %     | %     | %     | %    | %     | %     | %       | %     | %    | %    | %     | %   | %       | % | %  | %  |
| Data | PS    | PSD   | CDS   | PCP  | UDP   | AD    | APU/CDU | FRS   | PRD  | PSN  | BE    | PAN | PSD CDS | L | IL | CH |
| ---- | ----- | ----- | ----- | ---- | ----- | ----- | ------- | ----- | ---- | ---- | ----- | --- | ------- | - | -- | -- |
| 1976 | 35,44 | 30,14 | 22,96 | 4,30 | 0,94  |       |         |       |      |      |       |     |         |   |    |    |
| 1979 | 34,23 | AD    | AD    | APU  | 1,16  | 49,01 | 10,17   |       |      |      |       |     |         |   |    |    |
| 1980 | FRS   | AD    | AD    | APU  | 0,70  | 52,29 | 8,08    | 33,15 |      |      |       |     |         |   |    |    |
| 1983 | 45,59 | 24,41 | 16,57 | APU  | 0,36  |       | 8,53    |       |      |      |       |     |         |   |    |    |
| 1985 | 24,34 | 30,60 | 12,37 | APU  | 0,71  | 7,52  | 20,22   |       |      |      |       |     |         |   |    |    |
| 1987 | 30,10 | 52,00 | 5,28  | CDU  | 0,44  | 5,10  | 3,33    |       |      |      |       |     |         |   |    |    |
| 1991 | 36,07 | 50,94 | 4,89  | CDU  |       | 4,00  | 0,34    | 0,69  |      |      |       |     |         |   |    |    |
| 1995 | 46,74 | 36,50 | 9,42  | CDU  | 0,45  | 4,25  |         | 0,26  |      |      |       |     |         |   |    |    |
| 1999 | 46,74 | 35,54 | 8,37  | CDU  |       | 5,23  | 0,22    | 1,04  |      |      |       |     |         |   |    |    |
| 2002 | 39,63 | 43,03 | 9,15  | CDU  | 4,06  |       | 1,57    |       |      |      |       |     |         |   |    |    |
| 2005 | 48,20 | 31,98 | 7,15  | CDU  | 4,17  | 4,49  |         |       |      |      |       |     |         |   |    |    |
| 2009 | 44,82 | 29,60 | 9,54  | CDU  | 3,93  | 7,65  |         |       |      |      |       |     |         |   |    |    |
| 2011 | 35,87 | 39,07 | 9,91  | CDU  | 4,17  | 4,11  | 0,53    |       |      |      |       |     |         |   |    |    |
| 2015 | 32,09 | CDS   | PSD   | CDU  | 4,65  | 9,16  | 0,80    | 44,99 | 0,40 |      |       |     |         |   |    |    |
| 2019 | 36,72 | 35,10 | 4,24  | CDU  | 3,28  | 8,56  | 2,60    |       | 0,60 | 0,76 | 0,56  |     |         |   |    |    |
| 2022 | 43,62 | 34,76 | 1,64  | CDU  | 2,10  | 3,50  | 1,26    | 0,68  | 4,19 | 5,35 |       |     |         |   |    |    |
| 2024 | 29,84 | AD    | AD    | CDU  | 33,79 | 1,50  | 3,63    | 1,46  | 1,99 | 5,53 | 16,38 |     |         |   |    |    |

## Presidentes da Câmara

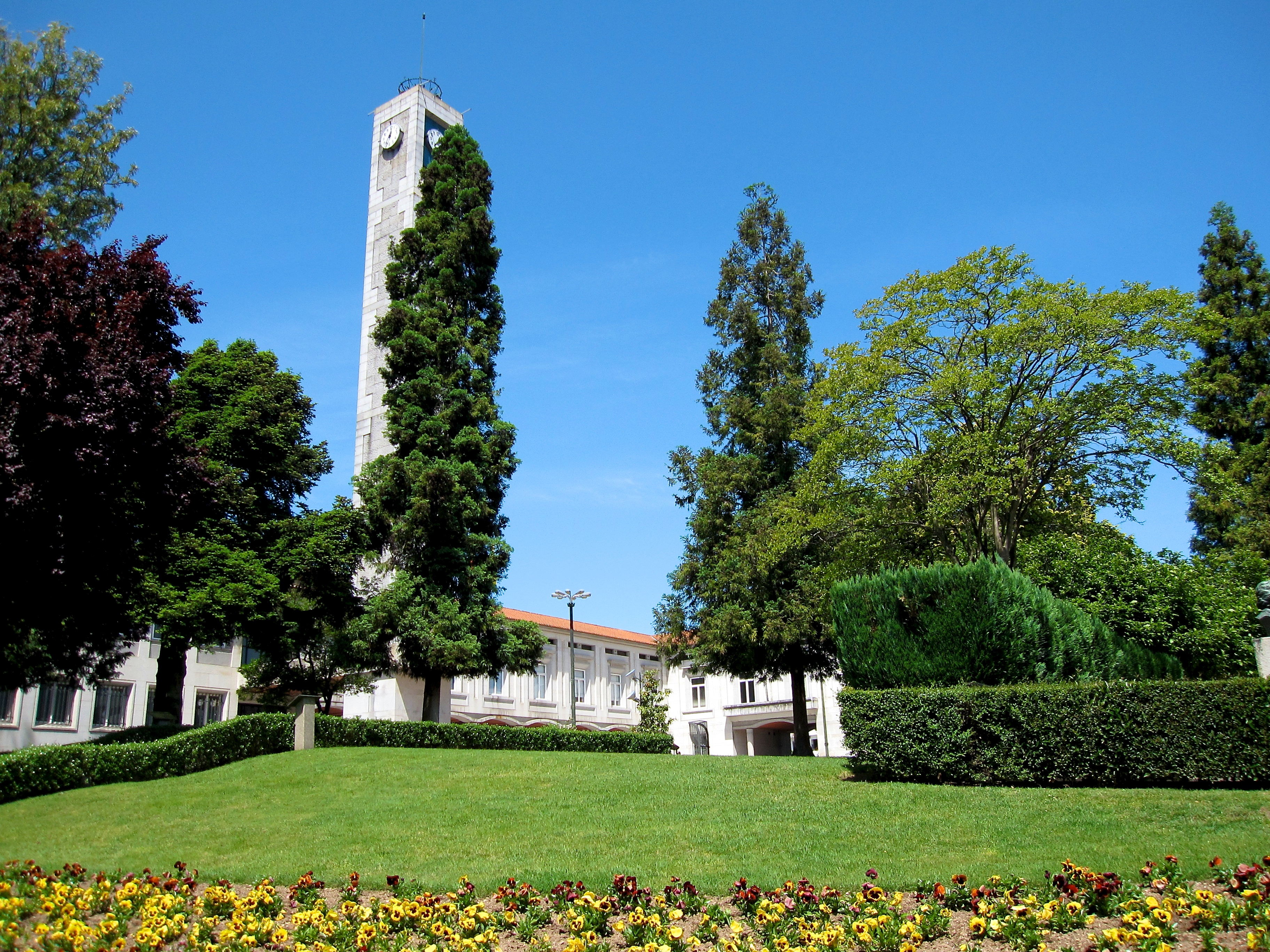
Câmara Municipal

Presidentes da Câmara de Vila Nova de Famalicão desde o 25 de Abril:
- Pinheiro Braga - MDP/CDE 1974-1976
- José Carlos Marinho - PPD/PSD 1976-1979
- Antero Martins - AD 1980-1982
- Agostinho Fernandes - PS 1983-2001
- Armindo Costa - Coligação PSD, CDS-PP 2002-2013
- Paulo Cunha - Coligação PSD, CDS-PP 2013-2021
- Mário Passos - Coligação PSD, CDS-PP 2021-presente

## Geminações
A cidade de Vila Nova de Famalicão está geminada com:
- Saint-Fargeau-Ponthierry - França (desde 13 de Junho de 1989)
- Givors - França (desde 1 de Janeiro de 1992)
- Caruaru - Brasil  (desde 13 de Setembro de 1999)
- São Vicente - Cabo Verde (desde 1 de Janeiro de 2000)
- Lobata - São Tomé e Príncipe (desde 27 de Julho de 2012)
- Mocuba - Moçambique (desde 27 de Julho de 2012)
- Arteixo - Espanha (desde Abril de 2016)